# Ange Santini
Pour les articles homonymes, voir Santini.
Ange Santini, né le 10 juin 1959 à Calvi (Corse, actuellement Haute-Corse), est un homme politique français.
Président du conseil exécutif de Corse de 2004 à 2010, il est ensuite maire de Calvi.

## Parcours politique
- 1983 : élu conseiller municipal de Calvi
- 1995 : élu maire de Calvi
- 1998 : élu conseiller territorial de Corse
- 1999 : réélu conseiller territorial, président de la commission du Développement économique et de l'Aménagement du territoire
- 2001 : réélu maire de Calvi, président de l'Association des maires de Balagne
- 2002 : président fondateur de la communauté de communes de Calvi Balagne, vice-président de l'Assemblée de Corse, président du groupe « le Rassemblement » à l'Assemblée de Corse
- 2004 : élu président du conseil exécutif de Corse
- 2004 : 2e adjoint au maire de Calvi
- 2005 : échec aux élections sénatoriales face à François Vendasi (PRG)
- 2006 : président de l'Agence de développement économique de la Corse (ADEC)
- 2008 : 2e adjoint au maire de Calvi
- 2010 : la liste « Rassembler pour la Corse » qu'il conduit avec Camille de Rocca Serra aux élections territoriales recueille 27,65 % des suffrages, ce qui ne lui permet plus de conserver la majorité à l'Assemblée de Corse. Ange Santini est remplacé, le 25 mars, par le député radical de gauche Paul Giacobbi, élu au troisième tour de scrutin avec une majorité relative des conseillers de l'Assemblée de Corse.
- 2010 : retrouve son siège de maire de Calvi le 13 avril
- 2010 : nommé membre du Conseil économique, social et environnemental au titre des Personnalités qualifiées par le président de la République, Nicolas Sarkozy, le 27 octobre.

## Décorations
- Chevalier de l'ordre du Mérite agricole
- 2012 :  Officier de l'ordre national du Mérite[1]
- 2022 :  Officier de la Légion d'honneur (Chevalier du 27 juillet 2004)[2]